# 아자르미도흐트

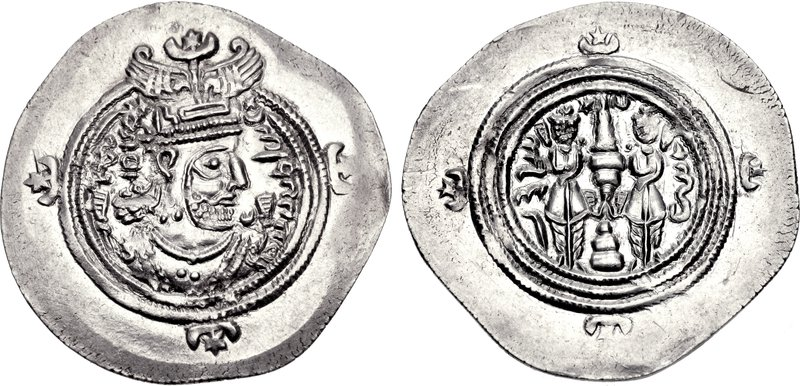

아자르미도흐트(영어:Azarmidokht, ? - 631/632년)는 사산 왕조 페르시아 제국의 샤한샤이다. 호스로 2세의 딸이며 푸란도흐트의 뒤를 이은 두 번째 여제이다.

## 재임시기 혼란
호스로 2세의 갑작스러운 죽음은 제국에 커다란 혼란을 불러들였다. 호스로 2세의 뒤를 이은 여러 황제들은 모두 살해당해서 오래 집권하지 못했고, 이들에 대해서는 아직까지도 심상치 않은 부분이 많다. 사산 왕조에 대해서도 이미 알려져 있는 내용들이 믿을 수 없고 서로 모순되는 부분이 있기에, 아자르미도흐트가 정확히 언제 집권하였는가에 대한 것은 확실치 않다. 또한 사산 왕조에선 여성이 황제로서 집권하는 것은 예측할 수 없는 것이었으며, 섭정으로 통치한 것이 아닌가 하는 의구심도 있다.
타바리에 의하면 아자르미도흐트는 630년에 몇 달 동안 재임한 것으로 되어있다. 그러나 이것은 631년에 아직 푸란도흐트가 죽지 않고 재임하고 있던 것과 모순되는 내용으로, 결국 이들은 631년(혹은 632년)까지 몇 달 씩 재임한 것으로 여겨진다.
또한 아자르미도흐트는 장군 파루크 호르미즈드(en:Farrukh Hormizd, 후의 호르미즈드 5세)와 결혼하였지만 머지 않아 그를 살해하였고, 파루크의 아들인 로스탐 파로크흐자드(en:Rostam Farrokhzād)는 수도인 크테시폰을 점령하고 아자르미도흐트를 살해했다고 한다.
그 후엔 호르미즈드 6세나 호스로 4세 등이 아자르미도흐트의 뒤를 이었다. 하지만 오직 야즈데게르드 3세만이 636년에 아랍 제국이 공격해 오기 전까지 제국에 최후의 안정을 가져왔다.

## 참고 자료
- John Martindale:The Prosopography of the Later Roman Empire IIIa. Cambridge, 1992, p. 160
- Antonio Panaino:Women and Kingship. Some remarks about the enthronisation Boran of Queen and her sister Azarmigduxt. In: Josef Wiesehöfer, Philip Huyse (eds):Eran ud Aneran. Studien zu den Beziehungen zwischen dem Sasanidenreich und der Mittelmeerwelt. Stuttgart 2006, p. 221-240.

| 전임 샤푸르 샤흐르바라즈 | 사산 왕조의 샤 아자르미도흐트 630~631년 | 후임 푸란도흐트 |